# Gunhild Böth

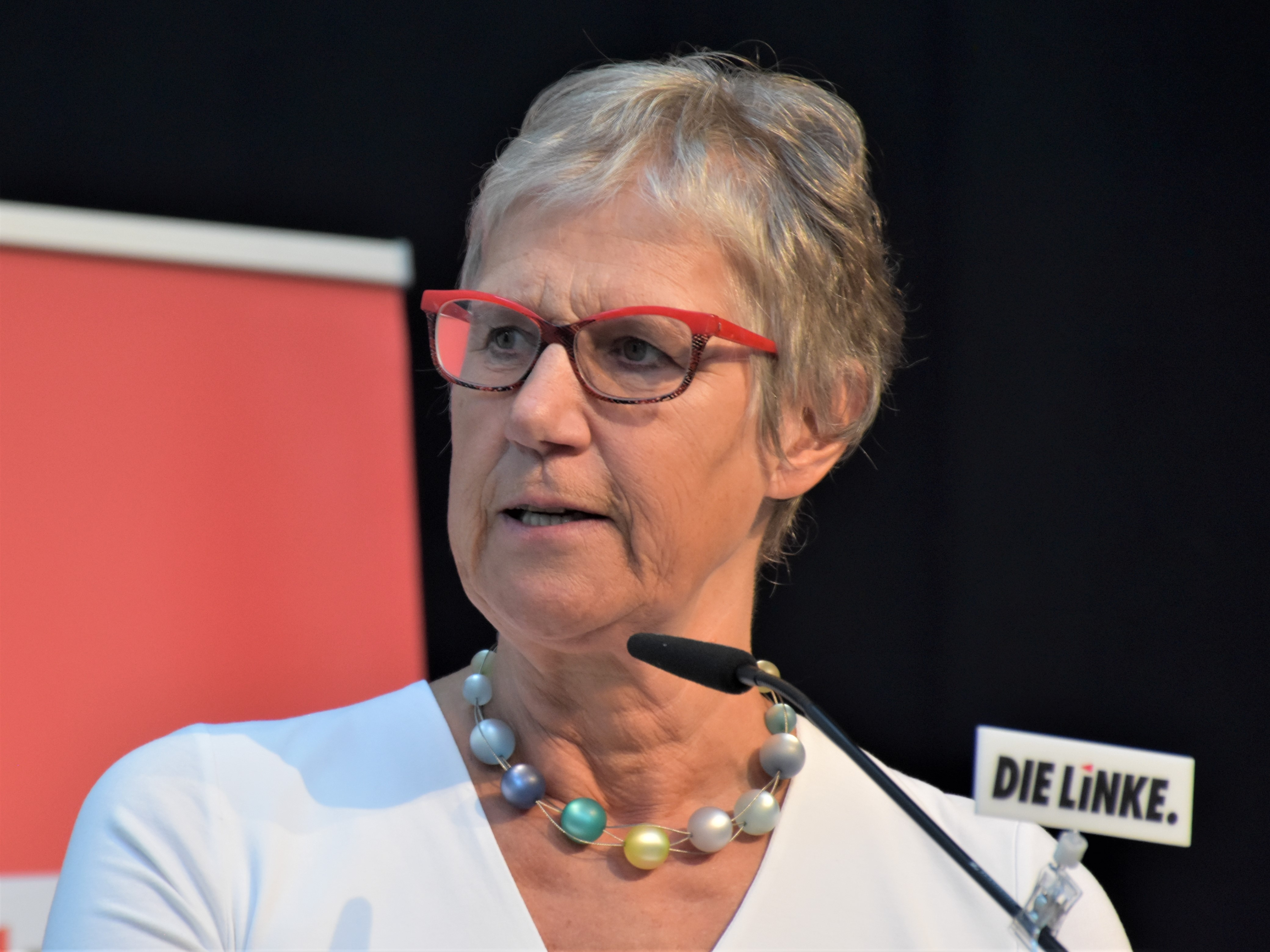
Gunhild Böth (2018)

Gunhild Böth (* 17. Februar 1952 in Wuppertal) ist eine deutsche Politikerin (Die Linke) in Nordrhein-Westfalen. Von 2010 bis 2012 gehörte sie dem Landtag Nordrhein-Westfalen an und amtierte als dessen Vizepräsidentin. Von 2012 bis 2014 war sie neben Rüdiger Sagel Landessprecherin der Linken in Nordrhein-Westfalen.

## Biografie
Böth studierte von 1971 bis 1977 zunächst in Bonn, dann in Wuppertal. Seit 1980 ist sie als Gymnasiallehrerin tätig, zunächst am städtischen Gymnasium Haan und später am Ganztagsgymnasium Johannes Rau.
Zuletzt war sie am Ernst-Moritz-Arndt Gymnasium in Remscheid tätig.

## Politik
Von 1972 bis 1978 gehörte Böth der SPD an, anschließend von 1979 bis 1989 der DKP. Sie trat 1991 in die PDS ein.
Seit 2009 gehört sie dem Stadtrat von Wuppertal an und wurde 2010 über die Landesliste ihrer Partei in den Landtag von Nordrhein-Westfalen gewählt. Bei der Oberbürgermeisterwahl in Wuppertal am 13. und 27. September 2015 kandidierte sie für die Linke als eine von sechs Kandidaten um das Amt des Oberbürgermeisters. Im ersten Wahlgang erhielt sie mit 6.570 Stimmen (6,66 Prozent) das viertbeste Ergebnis, das für die Zulassung zur Stichwahl am 27. September 2015 nicht reichte.
Am 18. November 2019 legte sie aus gesundheitlichen Gründen ihr Ratsmandat nieder.

## Kontroverse über ihre Haltung zur DDR
In einer Sendung von Report Mainz kurz nach der Landtagswahl 2010 wurde auf Böths Einstellung zur DDR hingewiesen. Im Interview antwortete sie auf die Frage, ob die DDR ein Unrechtsstaat gewesen sei: „Insgesamt, in toto, kann man das, glaube ich, so nicht sagen. Wenn man sich anguckt, aus welchen Trümmern sozusagen die DDR und mit welchen Reparationszahlungen die auch sehr demokratisch und auch sehr antifaschistisch eine neue Republik aufgebaut haben, dann muss man sagen, finde ich das sehr beeindruckend.“ Die Schulleitung des Ganztagsgymnasiums Johannes Rau distanzierte sich von den Äußerungen von Gunhild Böth. Laut den Schulleitern „handele es sich um die private Meinung einer Kandidatin der Linken für den Landtag, die keinen Unterricht mehr an ‚unserem Gymnasium‘ erteile“.
Böth verweist demgegenüber unter Berufung auf Altbischof Albrecht Schönherr auf eine differenziertere Haltung, die in dem Interview durch Verkürzung unterschlagen worden sei: Allein die Verneinung des Begriffes „Unrechtsstaat“ impliziere noch keineswegs eine Betrachtung der DDR als „Rechtsstaat“ oder die Verleugnung ihres Diktaturcharakters.